# Lamprospora aneurae
Lamprospora aneurae is een schimmel die behoort tot de familie Pyronemataceae. Hij infecteert infecteert de rhizoïden van echt vetmos (Aneura pinguis). Hij komt voor in open habitats, op zandgrond in zandbakken, op thalli van het echt vetmos (Aneura pinguis).

## Kenmerken
De apothecia zijn 0,5-1,5 mm in diameter. Het hymenium is oranje en de buitenkant bleker. De asci hebben acht eenzijdige gerangschikte sporen en meten 200-325 × 14-19 µm. De ascosporen zijn bolvormig tot subglobose, hebben versiering bestaande uit ribbels 0,1-0,2 µm breed, vormend een dicht onregelmatig en meestal onvolledig reticulum en zijn 12,5-15 12-13 µm groot. 